# Michihiro Tsuruta
Michihiro Tsuruta (Aichi, 4 januari 1968) is een voormalig Japans voetballer.

## Carrière
Michihiro Tsuruta speelde tussen 1990 en 2000 voor Nagoya Grampus Eight, Vissel Kobe en Ventforet Kofu.